# فریدپور سوهاگ
فریدپور سوهاگ (به انگلیسی: Farid Pur Sohag) یک روستا در پاکستان است.